# Tirpitzia ovoidea
Tirpitzia ovoidea là một loài thực vật có hoa trong họ Linaceae. Loài này được Chun & F.C. How ex W.L. Sha miêu tả khoa học đầu tiên năm 1982.